# Kazajistán en los Juegos Olímpicos de Tokio 2020
Kazajistán estuvo representado en los Juegos Olímpicos de Tokio 2020 por un total de 95 deportistas que compitieron en 19 deportes. Responsable del equipo olímpico fue el Comité Olímpico Nacional de Kazajistán, así como las federaciones deportivas nacionales de cada deporte con participación.
Los portadores de la bandera en la ceremonia de apertura fueron el boxeador Kamshybek Konkabayev y la atleta Olga Rypakova.

## Medallistas
El equipo olímpico de Kazajistán obtuvo las siguientes medallas:
| Nombre               | Deporte      | Competición            |
| -------------------- | ------------ | ---------------------- |
| Oro                  |              |                        |
| —                    |              |                        |
| Plata                |              |                        |
| —                    |              |                        |
| Bronce               |              |                        |
| Saken Bibosynov      | Boxeo        | Mosca (52 kg) M        |
| Kamshybek Konkabayev | Boxeo        | Superpesado (+91 kg) M |
| Igor Son             | Halterofilia | 61 kg M                |
| Zulfiya Chinshanlo   | Halterofilia | 55 kg F                |
| Yeldos Smetov        | Judo         | –60 kg M               |
| Darjan Asadilov      | Karate       | 67 kg M                |
| Sofia Berultseva     | Karate       | +61 kg F               |
| Nurislam Sanayev     | Lucha libre  | 57 kg M                |